# Giant Garden
Der Giant Garden (englisch für Riesengarten) ist eine Hochebene auf der Ulu-Halbinsel im Nordwesten der James-Ross-Insel im westantarktischen Weddell-Meer. Sie liegt in 140 m Höhe an der Südwestseite des Berry Hill. Über den Panorama-Pass besteht in östlicher Richtung eine Verbindung zum Halozetes Valley. Besonderes Kennzeichen der ebene ist ein großes von Moosen und Flechten bewachsenes Areal in einer ansonsten vegetationslosen und felsigen Umgebung.
Die Hochebene befindet sich in Nachbarschaft zur tschechischen Mendel-Polarstation. Benannt ist sie nach dem üppigen Garten eines Bergriesen aus einem tschechischen Märchen.